# Sân bay Dalma
Sân bay Dalma (IATA: ZDY, ICAO: OMDL) là một sân bay nhỏ phục vụ cho Đảo Dalma, Các tiểu vương quốc Ả Rập thống nhất. Nó có khả năng xử lý các máy bay có kích thước vừa và nhỏ, hầu hết dùng để đưa đón công nhân và hành khách giữa hòn đảo và các thành phố khác.

## Tuyến bay và điểm đến
| Hãng hàng không    | Các điểm đến |
| ------------------ | ------------ |
| Abu Dhabi Aviation | Abu Dhabi    |
| Rotana Jet         | Abu Dhabi    |

## Tai nạn và sự cố
Ngày 15 tháng 5 năm 1990, máy bay Piper PA-31-310 Navajo bị rơi gần đường băng khi đang cố gắng hạ cánh. Cả bốn người trên máy bay đều thiệt mạng.